# Unione Sportiva Tempio 1996-1997
Questa voce raccoglie le informazioni riguardanti  l'Unione Sportiva Tempio nelle competizioni ufficiali della stagione 1996-1997.

## Rosa
| N. |                   | Ruolo | Calciatore           |
| -- | ----------------- | ----- | -------------------- |
|    | Italia (bandiera) | P     | Rocco Bacchini       |
|    | Italia (bandiera) | A     | Antonio Borotzu      |
|    | Italia (bandiera) | C     | Mario Branca         |
|    | Italia (bandiera) | C     | Salvatore Carboni    |
|    | Italia (bandiera) | P     | Gian Gavino Carletti |
|    | Italia (bandiera) | A     | Armando Casu         |
|    | Italia (bandiera) | D     | Emiliano Conti       |
|    | Italia (bandiera) | D     | Massimo Demartis     |
|    | Italia (bandiera) | C     | Matteo Fattori       |
|    | Italia (bandiera) | C     | Francesco Felici     |
|    | Italia (bandiera) | D     | Francesco Frau       |
|    | Italia (bandiera) | C     | Ovidio Gorlani       |

| N. |                   | Ruolo | Calciatore         |
| -- | ----------------- | ----- | ------------------ |
|    | Italia (bandiera) | D     | Sandro Maccini     |
|    | Italia (bandiera) |       | Musu               |
|    | Italia (bandiera) | D     | Carlo Nativi       |
|    | Italia (bandiera) | D     | Luca Panetto       |
|    | Italia (bandiera) | P     | Manuel Pierangeli  |
|    | Italia (bandiera) | A     | Massimo Pierotti   |
|    | Italia (bandiera) | C     | Sebastiano Pinna   |
|    | Italia (bandiera) | C     | Luca Rainieri      |
|    | Italia (bandiera) | D     | Gianluca Soggia    |
|    | Italia (bandiera) | C     | Massimiliano Spanu |
|    | Italia (bandiera) | C     | Pierpaolo Stangoni |
|    | Italia (bandiera) | D     | Lorenzo Triglia    |